# Prințul Gaetan, Conte de Girgenti
Prințul Gaetano Maria Federico de Bourbon-Două Sicilii, Conte de Girgenti (italiană Gaetano Maria Federico, Principe di Borbone delle Due Sicilie, Conte di Girgenti) (n. 12 ianuarie 1846 - d. 26 noiembrie 1871) a fost al șaptelea copil al regelui Ferdinand al II-lea al Celor Două Sicilii și al soției sale, Maria Theresa de Austria. Gaetan a fost membru al Casei de Bourbon-Două Sicilii și soț al Isabelei de Asturia. Prin căsătorie, Gaetan a devenit infante al Spaniei.